# جبال تاترا

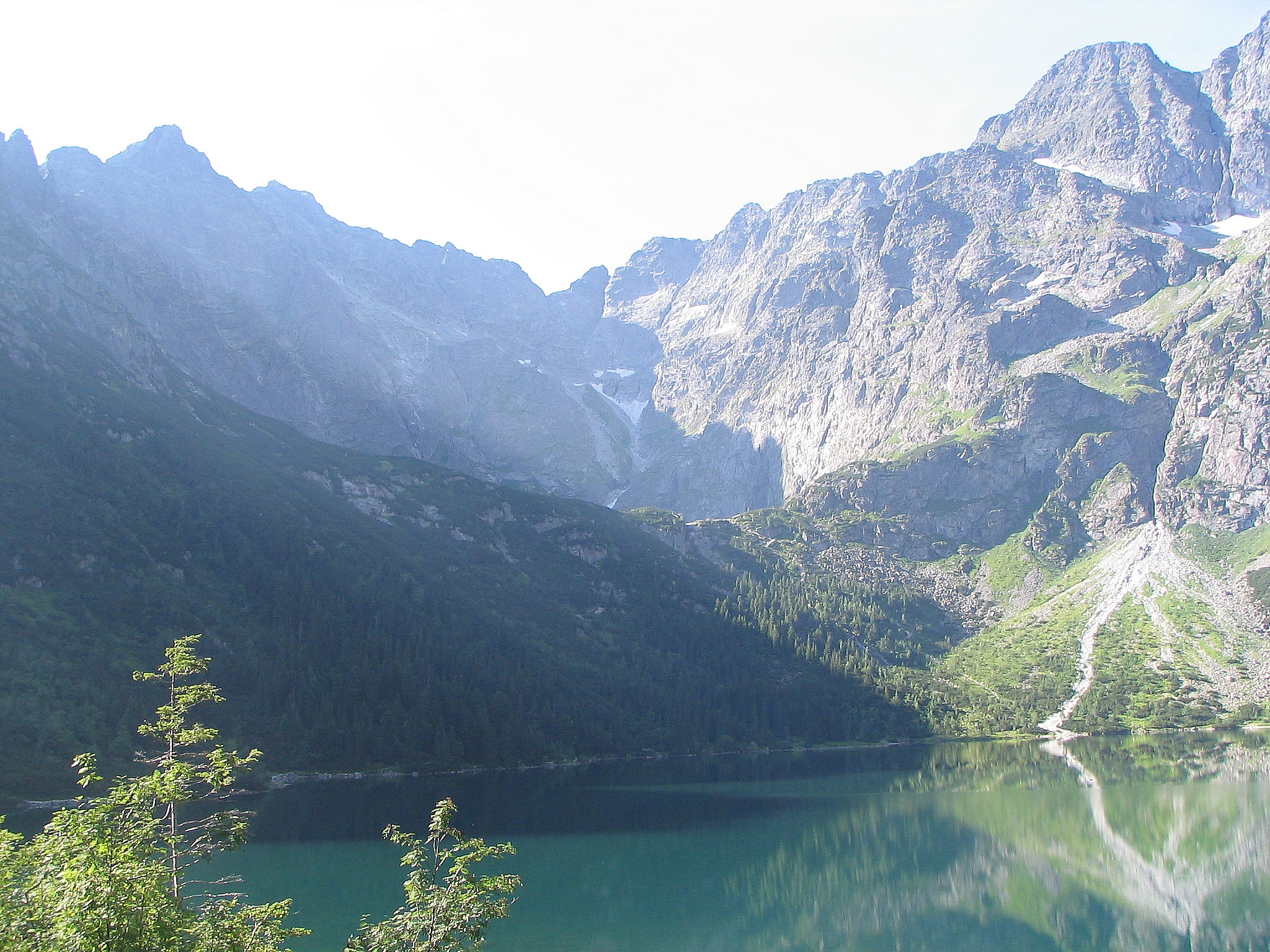
منظر من ناحية مورسكي أوكو

جبال تترة (بالسلوفاكية وبالبولندية: Tatry، بالإنجليزية: Tatra) (نقحرة: تاترا) هي سلسلة جبال تشكل الحدود الطبيعية بين سلوفاكيا وبولندا، وهي أعلى سلسلة جبال في جبال الكاربات. جبال التترة تشغل مساحة تقدر بحوالي 750 كم ² (290 ميل ²)، حيث يقع الجزء الأكبر منها في سلوفاكيا (600 كلم ² / 232 كم ²)، الجزء الذي يضم غرلاخ (بالسلوفاكية: Gerlachovský štít) أعلى قمة على إرتفاع 2655 م (8710 قدم)، وتقع إلى الشمال من بوبراد. وأعلى قمة في بولندا هي قمة ريسي (بالسلوفاكية: Rysy) على إرتفاع 2499 م (8200 قدم) بالقرب مع حدود سلوفاكيا.

## معرض صور

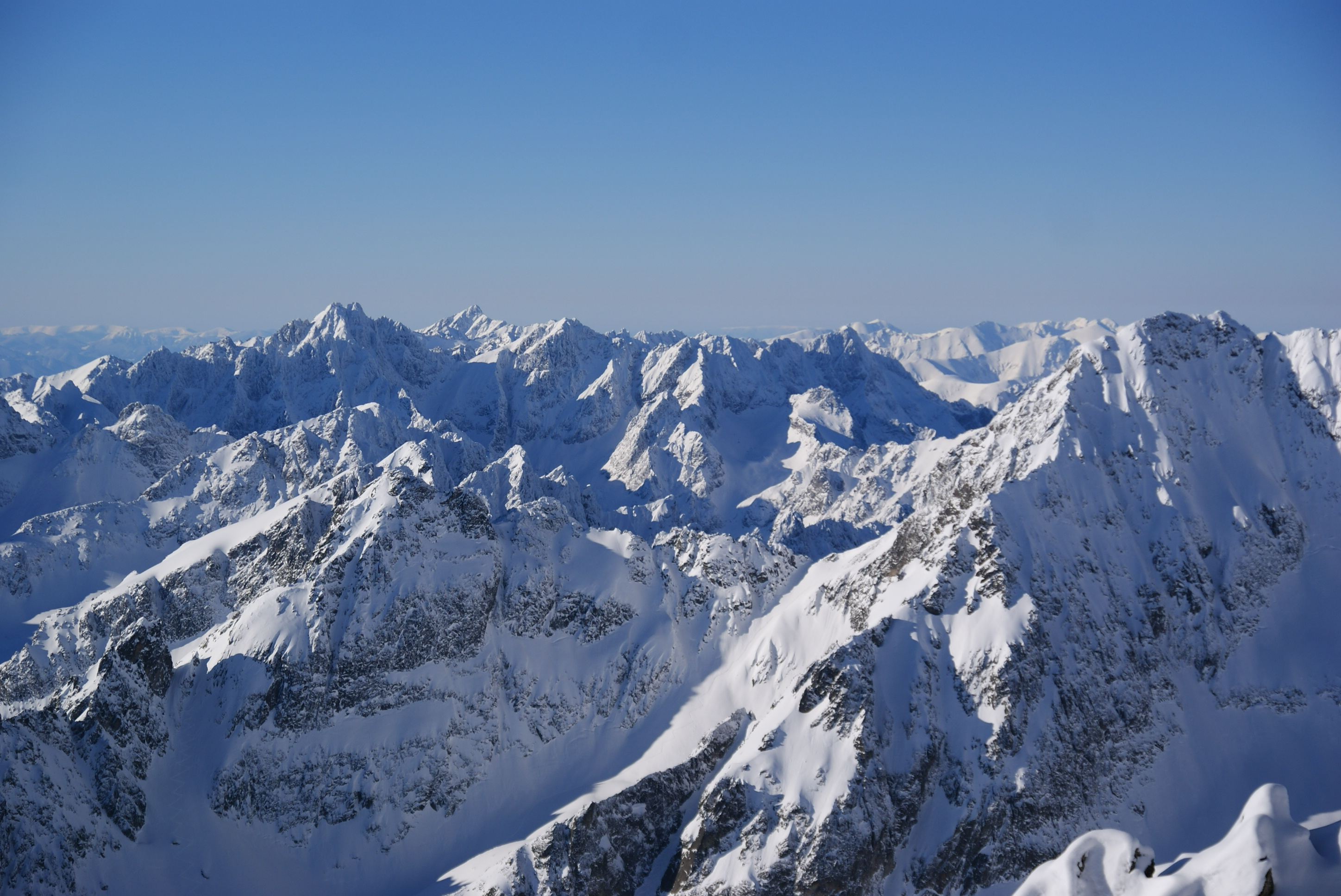
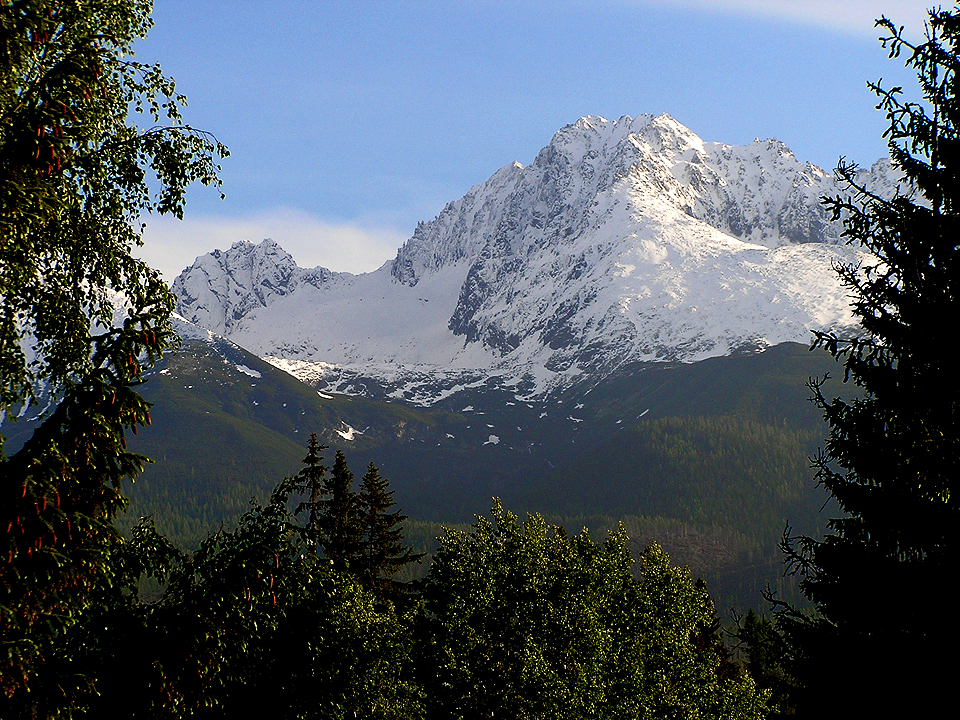
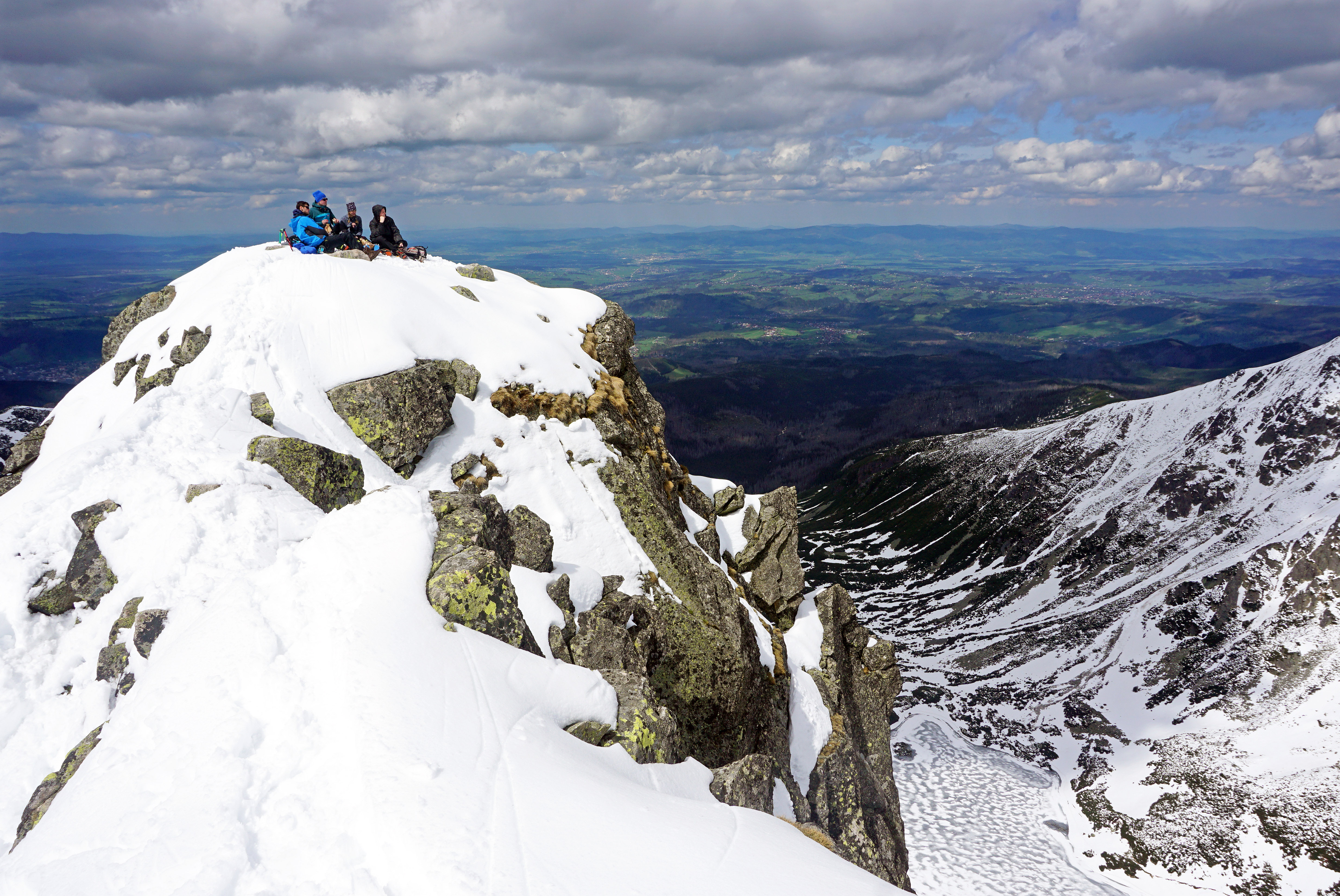
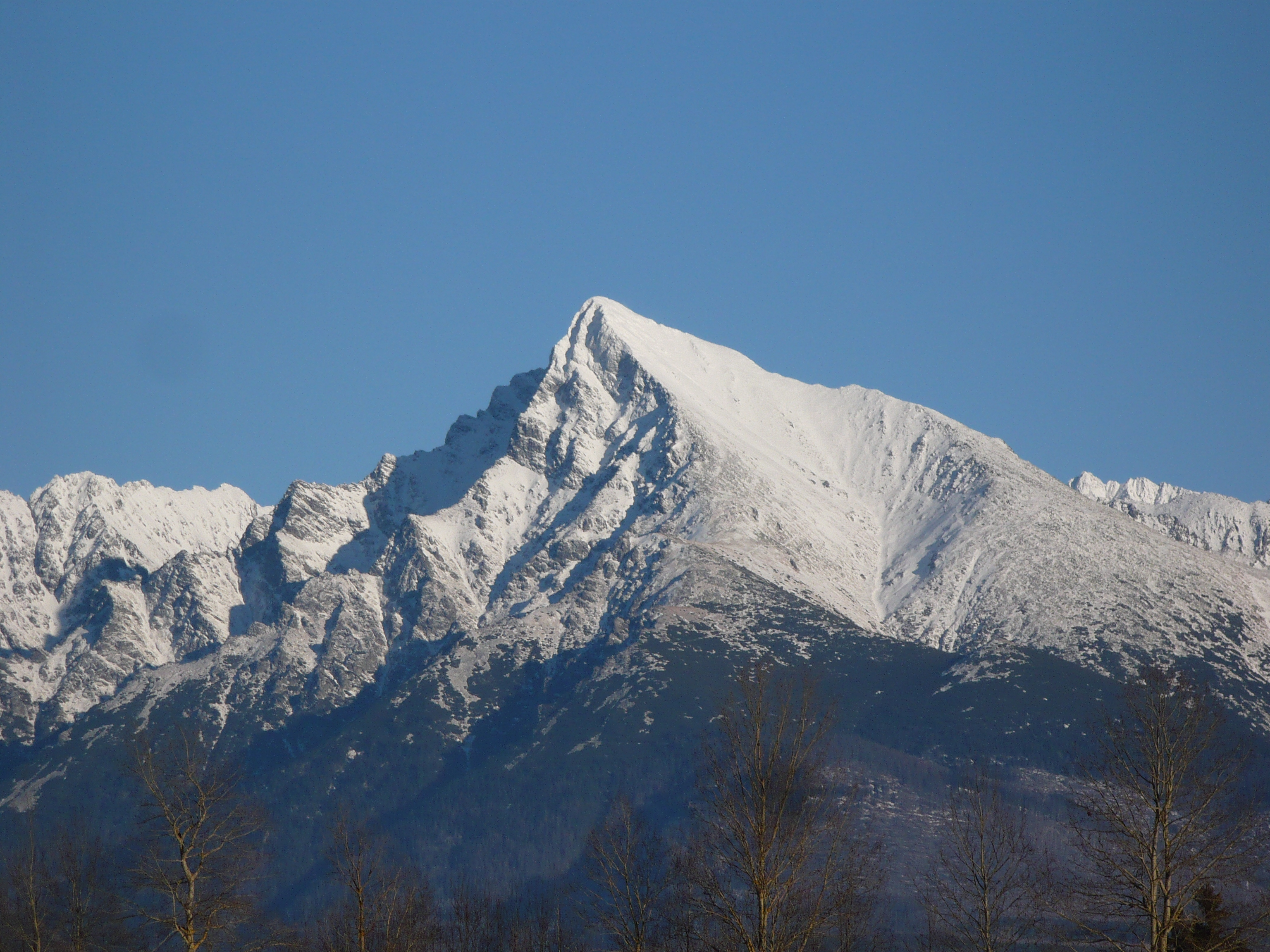
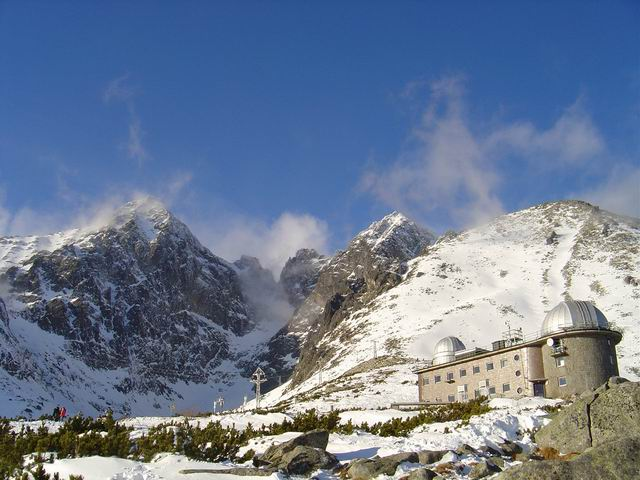
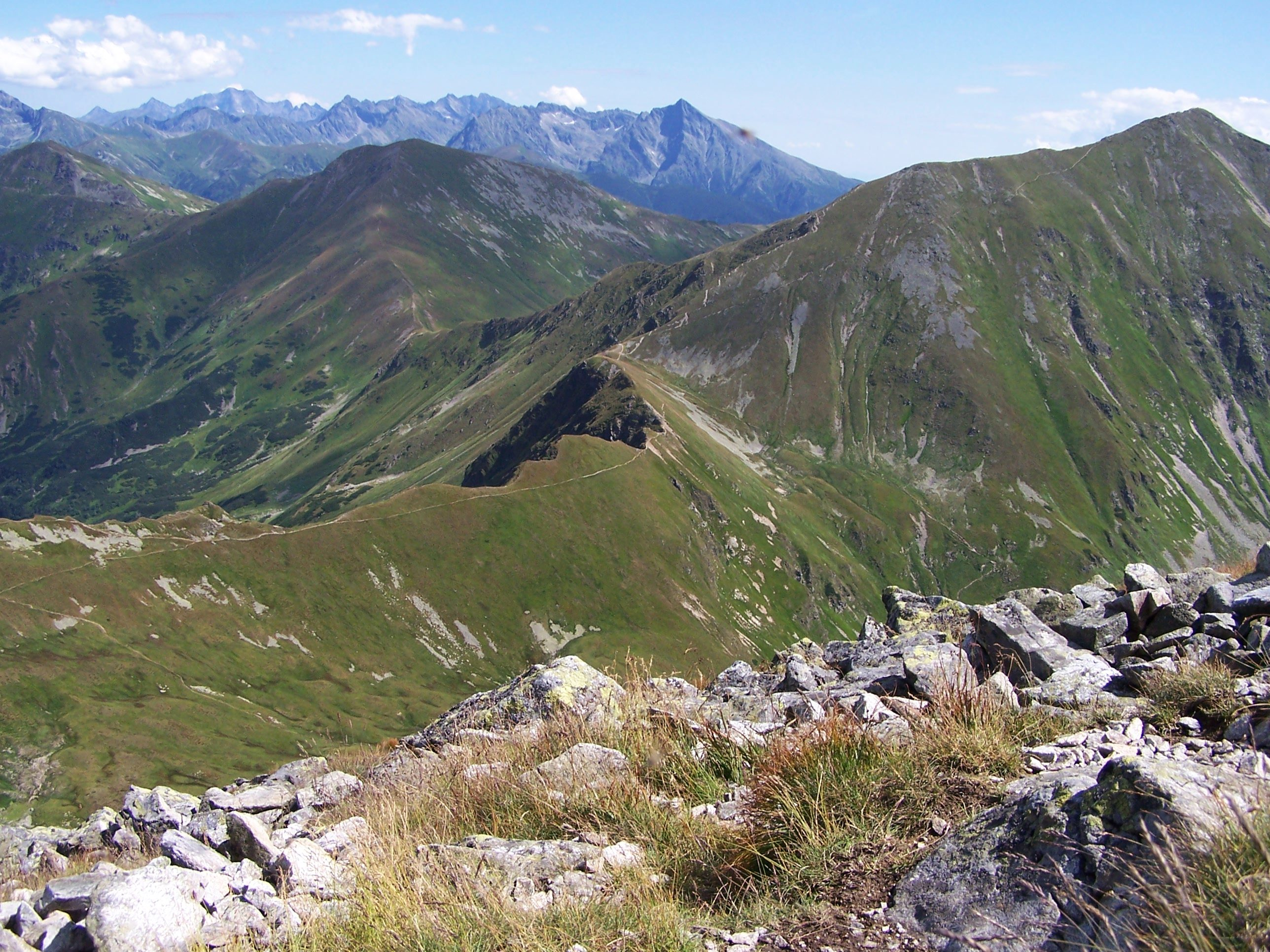